# NGC 1349
NGC 1349 is een lensvormig sterrenstelsel in het sterrenbeeld Stier. Het hemelobject werd op 20 december 1886 ontdekt door de Amerikaanse astronoom Lewis A. Swift.

## Synoniemen
- PGC 13088
- UGC 2774
- MCG 1-9-6
- ZWG 416.13
- KARA 128
- NPM1G +04.0118